# Bisinchi
Bisinchi (in corso Bisinchi) è un comune francese di 207 abitanti situato nel dipartimento dell'Alta Corsica nella regione della Corsica.
Oltre al capoluogo il comune comprende altri tre centri abitati: Forno, Espago e Vignale.

## Società

### Evoluzione demografica
Abitanti censiti